# Дубенський повіт
Дубенський повіт — історична адміністративно-територіальна одиниця на українських землях, що входили до складу Російської імперії, Української Держави, Польщі і СРСР. Повітовий центр — місто Дубно.

## Царські часи
Утворений у 1795 році у складі Волинського намісництва, з 1796 — у складі Волинської губернії. 
Повіт знаходився в західній частині губернії. На заході межував з Володимир-Волинським, на півночі з Луцьким, північному сході з Рівненським, сході з Острозьким і на півдні Кременецьким повітами Волинської губернії. Південно-західна частина повіту була на кордоні з Австро-Угорщиною. Займав площу 3 483 верст² (близько 3 940 км²).
Згідно з переписом населення Російської імперії 1897 року в повіті проживало 195 058 осіб. З них 68,23 % — українці, 11,5 % — євреї, 6,54 % — поляки, 3,56 % — німці, 4,25 % — росіяни, 5,29 % — чехи.
Кількість населених пунктів на 1906 рік становила 662. Серед них одне місто (повітовий центр), 13 містечок. Решта — села, хутори, колонії. Повіт поділявся на 17, а з початку ХХ ст. — на 15 волостей. Центром однієї з волостей було повітове місто.
|    | назва                | центр         | містечка (16)              |
| -- | -------------------- | ------------- | -------------------------- |
| 1  | Берестецька волость  | м. Берестечко | Берестечко, Лобачівка      |
| 2  | Боремельська волость | м. Боремель   | Боремель, Демидівка        |
| 3  | Будеразька волость   | с. Будераж    |                            |
| 4  | Варковицька волость  | м. Варковичі  | Варковичі                  |
| 5  | Вербівська волость   | м. Верба      | Верба, Птича               |
| 6  | Дубенська волость    | м. ДУБНО      |                            |
| 7  | Княгининська волость | с. Княгинін   |                            |
| 8  | Крупецька волость    | м. Крупець    | Крупець, Козин, Михайлівка |
| 9  | Малинська волость    | с. Малин      | Острожець                  |
| 10 | Мізоцька волость     | м. Мізоч      | Мізоч                      |
| 11 | Млинівська волость   | м. Млинів     | Млинів, Муравиця           |
| 12 | Олицька волость      | м. Олика      | Олика                      |
| 13 | Судобицька волость   | с. Судобичі   |                            |
| 14 | Теслугівська волость | с. Теслугів   |                            |
| 15 | Ярославицька волость | с. Ярославичі | Торговиця                  |

- місту Дубно було підпорядковано передмістя Забрам'я, Сурмичі, Чернеччина, садибу княгині Барятинської та інших власників, форт біля м. Дубно та селище  біля залізничної станції.

## Польські часи

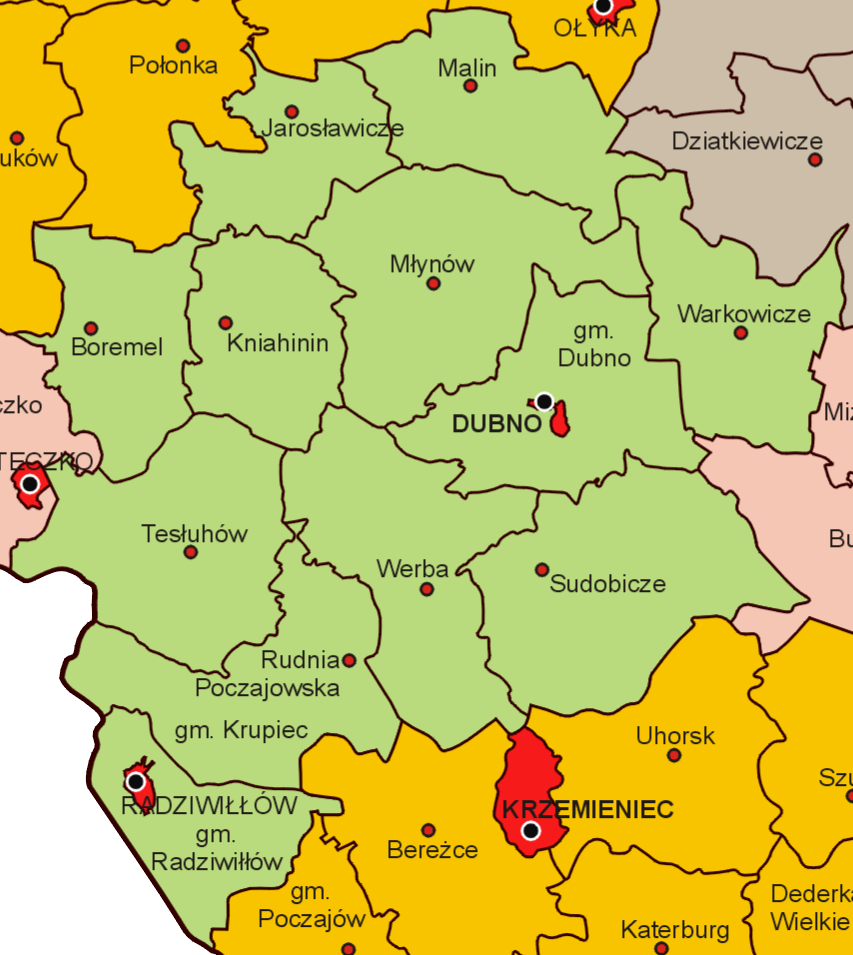
Дубенський повіт

19 лютого 1921 р. ввійшов до складу новоутвореного Волинського воєводства другої Речі Посполитої.
За переписом 1921 р. повіт складався з 3 міст і 15 ґмін-волостей (які включали 819 поселень, з них: 11 — містечок, 39 — знищені війною і незаселені); в повіті проживало 220 221 особа (православних — 179 341, римо-католиків — 19 855, євангелістів — 3 335, інших християн — 229, юдеїв — 17 440, інших — 15).
1 січня 1925 р. з Кременецького повіту вилучено ґміну Радзивілів і включено до Дубенського, натомість з повіту вилучено: ґміни Будераж і Мізоч із включенням до Здолбунівського повіту, ґміну Олика — до Луцького, а ґміну Берестечко — до Горохівського.
1 квітня 1929 р. колонію Воля Риканська вилучили з гміни Ярославичі Дубенського повіту і приєднали до гміни Полонка Луцького повіту.
Розпорядженням міністра внутрішніх справ 31 жовтня 1933 р. територія міста Дубно розширена шляхом вилучення з сільської ґміни Дубно і включенням до міста Дубно сіл Сурмичі, Забрам'я, Знесіння, Цегельня, Підбірці, частини села Вигнанка, заплави Страклівщина і урочища Пасіка від села Страклів, парку Палестина, Дубенського ставу і земель католицького монастиря Сестер Божого Провидіння.
Розпорядженням міністра внутрішніх справ 21 квітня 1934 р. територія міста Радивилів розширена за рахунок приєднання земель села Радивилів і частини військового селища Радивилів, вилучених із сільської ґміни Радивилів.

### Адміністративний поділ
Міські ґміни:
1. м. Берестечко - до 1925 (передано до Горохівського повіту)
2. м. Дубно
3. м. Олика - до 1925 (передано до Луцького повіту)
4. м. Радивилів - від 1925 (передано з Кременецького повіту)

Сільські ґміни:
1. Ґміна Берестечко - до 1925 (передано до Горохівського повіту)
2. Ґміна Боремель
3. Ґміна Будераж - до 1925 (передано до Здолбунівського повіту)
4. Ґміна Варковіче
5. Ґміна Верба
6. Ґміна Дубно - центр в м. Дубно, яке до складу ґміни не входить
7. Ґміна Княгінін
8. Ґміна Крупєц (центр в с. Рудня Почаївська)
9. Ґміна Малін
10. Ґміна Мізоч - до 1925 (передано до Здолбунівського повіту)
11. Ґміна Млинув
12. Ґміна Олика - до 1925 (передано до Луцького повіту)
13. Ґміна Радзівіллув - від 1925 (передано з Кременецького повіту). Центр в м. Радивилів, яке до складу ґміни не входить
14. Їміна Судобіче
15. Ґміна Теслухув
16. Ґміна Ярославіче

## Радянський період
Включений 27 листопада 1939 р. до новоутвореної Рівненської області. 
17 січня 1940 р поділений на райони:
1. Дубнівський район – з Варковицької і Дубенської волостей та м. Дубно

з центром в м. Дубно;
1. Вербський район – з Вербської та Судобицької волостей з центром в с. Верба;
2. Демидівський район – з Боремельської, Княгининської і частини Ярославицької волостей з центром в с. Демидівка;
3. Козинський район – з Теслугівської волості з центром в с. Козин;
4. Млинівський район – з Млинівської волості з центром в с. Млинів;
5. Острожецький район – з Малинської та частини Ярославицької волостей з центром в с. Острожець;
6. Червоноармійський район – з Кременецькою і Радзивилівською волостей

та м. Радзивіллів з центром в м. Червоноармійськ.